# Urânio no ambiente
O urânio é um metal radioativo branco-prateado, denso e maleável que se encontra naturalmente em baixas concentrações em rochas, no solo e mesmo nos sistemas aquáticos. Apesar de radioativo, o maior risco para a saúde humana prende-se com a sua toxicidade, pois é um metal extremamente tóxico, contrastando com a sua fraca radioatividade.